# Antalya (stad)
Antalya is een stad in het zuidwesten van Turkije, aan de Middellandse Zee met 2.722.103 inwoners (2024). Het is tevens de hoofdstad van de gelijknamige provincie Antalya. Het staat bekend als de grootste internationale badplaats van Turkije, gelegen aan de Turkse Riviera. De Golf van Antalya waar het aan ligt, is naar deze stad genoemd.
Antalya ligt niet ver van de steden Denizli, Burdur, Isparta en Konya, die allemaal meer landinwaarts liggen.

## Naam
De stad werd oorspronkelijk gesticht als Attaleia (Grieks: Αττάλεια). Deze naam is afgeleid van de koning van Pergamon, Attalos II, die de stichter van de stad was. Attaleia veranderde in de loop van de tijd in Adalia en uiteindelijk in Antalya. De Grieken maken nog steeds gebruik van de oude naam als verwijzing naar Antalya. 

## Geschiedenis
Strabo en Homerus meldden dat de provincie Pamphilia, waartoe ook de stad behoorde, vanaf het 5e millennium v.Chr. bewoond was. In tegenstelling tot Lykië met zijn soms ruige bergen was en is Pamphilia een vruchtbaar, vlak gebied met voldoende water. De provincie strekte zich uit tot het verder naar het oosten gelegen Silifke, waar de provincie Kilykië begon. De naam Pamphilia betekent zoveel als 'land van alle volken' en verwijst naar de verschillende Griekse volkeren die hier later woonden. De stad werd in de 2e eeuw v.Chr. door Attalos II van Pergamon gesticht als havenstad. Vóór die tijd werd het gebied wel bewoond maar van een stad was geen sprake.
Door de gunstige natuurlijke omstandigheden werd de stad, toen nog Attaleia geheten, de belangrijkste haven aan de zuidkust. Attalos c.s. moest al snel zijn meerdere erkennen in zeerovers, die op hun beurt de benen namen voor de Romein Servilius en diens manschappen. De stad beleefde vervolgens een welvarende periode, toen ten tijde van de Byzantijnen omringende steden als Aspendos, Side en Termessos met economische problemen kampten. De Bijbel, Handelingen 14: 25-26 beschrijft bijvoorbeeld hoe de apostel Paulus op zijn eerste zendingsreis (46-48 n.C.) via deze stad reisde, toen Attalia genoemd. De kruisvaarders gebruikten de haven om naar Palestina te varen. Begin 13e eeuw kwam de stad onder Seltsjoeks bestuur. De Osmanen namen de macht eind 14e eeuw over en behielden die tot 1923, waarna het uiteindelijk deel ging uitmaken van de republiek Turkije. Antalya werd ook bekend vanwege zijn zoete sinaasappelen, die in de directe omgeving evenans andere citrusvruchten geteeld worden en verkocht. Het gemiddelde zeeniveau dat in Antalya is gemeten, geldt als referentieniveau voor hoogtes in heel Turkije.

## Geografie

### Klimaat
Het gebied wordt afgeschermd door het Taurusgebergte tegen de noordelijke winden. Antalya heeft een mediterraan klimaat met warme en droge zomers en met milde en regenachtige winters. Ongeveer 300 dagen van het jaar zijn zonnig, met bijna 3000 uur zon per jaar. De gemiddelde zeetemperatuur varieert tussen 16 °C in de winter en 27 °C in de zomer. De hoogst gemeten temperatuur was 45 °C in juli, waarbij het normaliter gemiddeld 34,4 °C is.
| Maand                           | jan  | feb  | mrt  | apr  | mei  | jun  | jul  | aug  | sep  | okt  | nov  | dec  | Jaar |
| ------------------------------- | ---- | ---- | ---- | ---- | ---- | ---- | ---- | ---- | ---- | ---- | ---- | ---- | ---- |
| Gemiddeld maximum (°C)          | 13,5 | 14,2 | 16,9 | 20,6 | 25,2 | 29,8 | 33,6 | 33,1 | 30,2 | 25,6 | 20,0 | 14,2 | 23,2 |
| Gemiddeld minimum (°C)          | 4,3  | 4,9  | 6,4  | 9,7  | 13,6 | 17,7 | 21,0 | 20,5 | 17,3 | 13,1 | 9,0  | 6,0  | 12,0 |
|                                 |      |      |      |      |      |      |      |      |      |      |      |      |      |
| Neerslag (mm)                   | 184  | 141  | 91   | 47   | 30   | 11   | 4    | 4    | 12   | 60   | 108  | 202  | 74,5 |
| Bron: Weer Antalya (Worldmeteo) |      |      |      |      |      |      |      |      |      |      |      |      |      |

## Toerisme
Antalya is een belangrijke vakantiebestemming voor toeristen die Turkije bezoeken. In het historische centrum zijn er verschillende moskeeën en pleinen te bezoeken. Er is ook een lange, niet autovrije, winkelstraat met vestigingen van verschillende ketens, maar ook lokale handelaren. Opvallend is dat deze tot in de late avond open blijven. De stad is gelegen aan de Turkse Rivièra, hoewel de kust zelf op een aantal kilometer van het centrum ligt. Antalya staat bekend om zijn Konyaalti beach (strand met kiezelstenen) en Lara beach (zandstrand).
In de regio van Antalya bevinden zich onder andere de steden Alanya, Kemer, Side en Belek. Deze regio is rijk aan archeologische sites zoals Sagalassos, maar is ook mooi wat de natuur betreft.
In de nabije omgeving ligt de plaats Myra (tegenwoordig Demre), waar Sint Nicolaas bisschop was.
Perge ligt 15 km ten oosten van Antalya en bezit Griekse ruïnes uit de tijd na de Trojaanse oorlog. In zijn tijd was de apostel Paulus vanaf hier te voet op weg naar de Cestrus-berg.
Antalya is eenvoudig te bereiken door zijn haven en het vliegveld aan de rand van de stad.
In de stad rijden taxi's en is er een tramlijn.

## Golftoerisme
Antalya is de laatste tijd ook zeer populair bij golfliefhebbers. De badplaats Belek, op ca. 35 km afstand van Antalya, beschikt over golfbanen van topkwaliteit in een zeer bijzonder landschap met pijnbomen en eucalyptusbomen. Belek heeft 9 golfbanen. Door de zachte winter is het mogelijk om 12 maanden per jaar te golfen.

## Sport
Antalyaspor is de betaaldvoetbalclub van de stad en speelt haar wedstrijden in het Antalyastadion. Deze club houdt zich ook bezig met andere takken van sport.
Antalya was de start en finishplaats van de eerste etappe van de Ronde van Turkije 2025. De vlakke rit van 132 km lengte werd in een sprint gewonnen door de Belg Simon Dehairs.

## Geboren
- Deniz Baykal (1938-2023), politicus
- Rüştü Reçber (1973), voetballer
- Burak Yılmaz (1985), voetballer
- Aslı Çakır Alptekin (1985), Olympisch en Europees kampioene 1500 m atletiek
- Volkan Babacan (1988), voetballer
- Özgürcan Özcan (1988), voetballer
- Uğurcan Çakır (1996), voetballer

- Gemeinsame Normdatei: 4079795-8
- Library of Congress Control Number: n79063609
- Nationale Bibliotheek van Tsjechië: ge259162
- Nationale Bibliotheek van Israël: 987007564355105171
- TDVİA: antalya
- Virtual International Authority File: 137253070
- WorldCat: E39PBJxcYfMJGV7bXg3pF8Rh73

Adana · Ankara · Antalya · Aydın · Balıkesir · Bursa · Denizli · Diyarbakır · Gaziantep · Kayseri · Mersin · Istanbul · İzmir · İzmit · Konya · Şanlıurfa
Adapazarı · Antiochië (Antakya) · Erzurum · Eskişehir · Kahramanmaraş · Malatya · Manisa · Mardin · Muğla · Altınordu · Samsun · Tekirdağ · Trabzon · Van
Adıyaman · Afyonkarahisar · Ağrı · Akhisar · Aksaray · Alanya · Batman · Bolu · Çanakkale · Ceyhan · Çorlu · Çorum · Darıca · Derince · Düzce · Edirne · Elazığ · Erzincan · Gebze · Giresun · İnegöl · İskenderun · Isparta · Karabük · Karaman · Kırıkkale · Kırşehir · Körfez · Kütahya · Lüleburgaz · Nazilli · Niğde · Osmaniye · Rize · Siirt · Sivas · Tarsus · Tokat · Turgutlu · Uşak · Yalova ·  Zonguldak